# Красноармейское сельское поселение (Крым)
Красноармейское се́льское поселе́ние (укр. Красноармійське сільське поселення, крымскотат. Мырза Къояш кой юрту, Mırza Qoyaş köy yurtu) — муниципальное образование в составе Красноперекопского района Республики Крым России.

## География
Поселение расположено на северо-востоке района, в степном Крыму, на берегах Сиваша и озёр: Кирлеутского, Киятского и Айгульского. Граничит на юге с Вишнёвским и на западе с Ишуньским сельскими поселениями (согласно административному делению Украины — с соответствующими сельсоветами).
Площадь поселения 274,60 км².
Основная транспортная магистраль — региональная автодорога 35Н-296 Красноперекопск — Красноармейское (по украинской классификации — Н-05).

## Население
| 2001 | 2014  | 2015 | 2016 | 2017 | 2018 | 2019 |
| ---- | ----- | ---- | ---- | ---- | ---- | ---- |
| 1468 | ↘870  | ↗872 | ↘853 | ↘839 | ↘829 | ↘800 |
| 2020 | 2021  |      |      |      |      |      |
| ↘789 | ↗1151 |      |      |      |      |      |

## Состав сельского поселения
Поселение включает 3 населённых пункта:
| № | Населённый пункт | Тип населённого пункта | Население на 2014 год |
| - | ---------------- | ---------------------- | --------------------- |
| 1 | Красноармейское  | село, центр            | ↘765                  |
| 2 | Надеждино        | село                   | ↘88                   |
| 3 | Смушкино         | село                   | ↘17                   |

## История
Дата образования сельсовета точно неизвестна: по данным книги «Города и села Украины. Автономная Республика Крым. Город Севастополь. Историко-краеведческие очерки.» сельсовет был создан в 1977 году, но в справочнике «Крымская область. Административно-территориальное деление на 1 января 1977 года» его ещё нет, как и в труде «Історія міст і сіл Української РСР. Том 26, Кримська область.» 1974 года.
С 12 февраля 1991 года сельсовет в восстановленной Крымской АССР, 26 февраля 1992 года переименованной в Автономную Республику Крым. По Всеукраинской переписи 2001 года население совета составило 1468 человек. С 21 марта 2014 года в составе Крыма аннексировано Россией. Законом «Об установлении границ муниципальных образований и статусе муниципальных образований в Республике Крым» от 4 июня 2014 года территория административной единицы была объявлена муниципальным образованием со статусом сельского поселения.